# 奇穆王國
奇穆王国（西班牙语：Reino chimú）是历史学和考古学中对南美秘鲁古代奇穆文化所建立政权的称呼。奇穆文化是南美前印加文化之一，繁盛于约公元1100年至1470年，都城为昌昌。1470年被印加帝国君主图帕克·印加·尤潘基灭亡，其特有文化遂逐渐融入印加文化中。今人对奇穆王国世系的了解主要来自一份1604年的编年史，其作者不详。

## 世系
塔凯那姆（Tacaynamo），又称奇莫尔·卡帕克（Chimor Cápac），是奇穆王国的建立者和第一位国王。根据于1604年书写的一份编年史中的记载，“莫知从何而来”，“乘着木筏”，“从大海的其他地方被派来统治这片土地”。表面上看他兼有政治和宗教权利。编年史中说他“在仪式中用金粉”，“穿棉布遮羞”。他到来后便开始了昌昌城的修建。印加人征服奇穆时，昌昌共有十座王宫，对应于奇穆王国的十位国王。每一位国王都要修建一座新王宫。
除编年史所述，人们对塔凯那姆的了解仅止于此。这段叙述和传说中兰巴耶克王国的建立者耐兰普（Naylamp）有很大相似之处。根据米格尔·卡贝略·巴尔波亚的叙述，耐兰普从西方大海上来到秘鲁，创立了兰巴耶克文明。他从今天的圣何塞海湾一个名叫法基斯延加（Faquisllanga）的河口登陆。随后他修建了一座神庙，并在神庙中树起一尊名为延巴耶克（Llampayec）的绿石偶像。根据巴尔波亚的解释，延巴耶克意为“耐兰普模样的雕像”。兰巴耶克之名由此而来。
瓜克里库（Guacricur或Guacri Caur）是塔凯那姆之子，奇穆王国的第二位国王。据1604年编年史所述，奇穆山谷的大部分土地已尽归其属。编年史说“其承袭父王大权，征服（奇穆）山谷中的印第安人和众小国”。
尼安塞姆宾科（Naucempinco或Ñancempinco）是秘鲁北海岸奇穆王国的第三位国王。他是第二位国王瓜克里库之子。他开始了对周边地区的征服，当印加人到来时，其国土已延涵盖利马北部区域。据编年史所述，“征服了整个山谷，从谷底开上山峦”，“又下到海岸，最远抵达一个叫玛亚奥（mayao）的村落，它就是今天桑塔镇所在地，距城里(利马)十八里格。”“(征服了)连同萨尼亚镇在内的奇卡玛山谷到帕卡斯马约之间的土地，距城里二十四里格。”

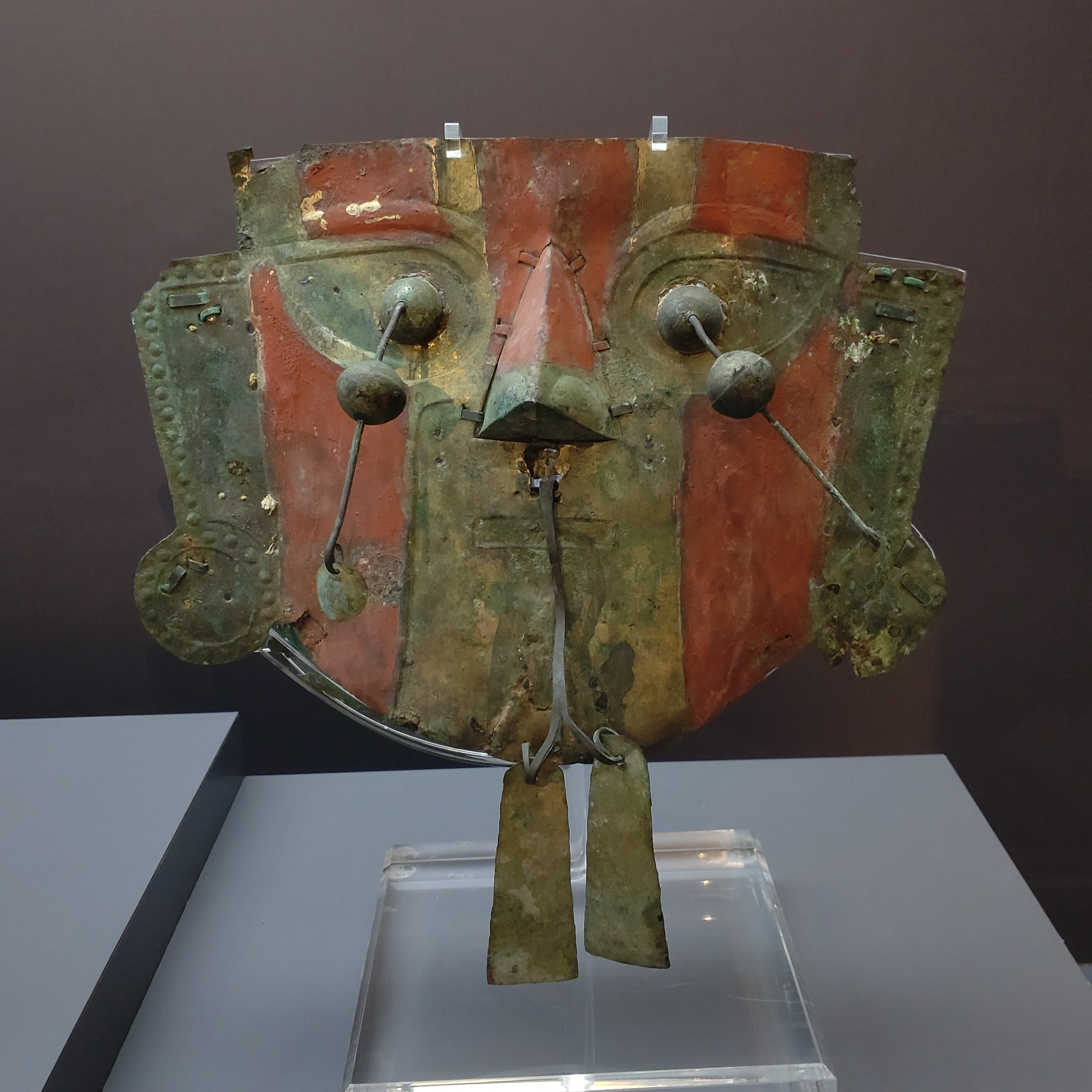
奇穆王國葬儀銀面具

编年史只提到自瓜克里库还有七位国王，但没有给出他们的名字。第十代国王名叫敏查卡曼。敏查卡曼（Minchacaman）是奇穆王国的第十代国王。1460年，印加王帕查库蒂派遣图帕克·印加·尤潘基开始对北方诸国进行征服。卡哈马卡国王古斯曼戈和奇穆国王敏查卡曼战败，古斯曼戈战死，敏查卡曼被囚，送至库斯科。楚穆卡乌尔（Chumún Caur）被任命为新的奇穆国王，奇穆被印加帝国吞并。